# Young Americans (álbum)
Young Americans é o nono álbum de estúdio do músico britânico David Bowie, lançado em 1975.
Para o disco, que demonstra a "obsessão" do cantor pela soul music nos anos 1970, ele se libertou de influências que obtivera do passado, substituindo-as pelos sons dos "salões de dança locais", que, na época, estavam fazendo barulho com "acordes exuberantes, sussurros escorregadios hi-hat, e ritmos pretensiosos de R&B do Soul da Filadélfia". Bowie é citado descrevendo o álbum como "os restos esmagados da música étnica na era do Muzak rock, escritos e cantados por um limey branco". Por causa da forte influência da black music no álbum, Bowie usou o termo "plastic soul" (originalmente criado por um músico negro desconhecido nos anos 1960) para descrever o som de Young Americans. Apesar de Bowie ser um músico inglês apresentando questões americanas polêmicas, o álbum foi ainda assim muito bem-sucedido nos EUA, atingindo o top 10 do país e com a canção "Fame" alcançando o n°1.

## Desenvolvimento do álbum
Começado em 11 de agosto de 1974, durante pausas na Diamond Dogs Tour, Young Americans foi inicialmente gravado com Tony Visconti no Sigma Sound Studios na Filadélfia, Pensilvânia. Combinou-se previamente que a maior parte possível do álbum seria gravada ao vivo, com a banda completa reunida, como uma contínua tomada avulsa para cada canção. Segundo Visconti, o álbum contém "cerca de 85% de David Bowie ao vivo".

Para criar um som soul mais autêntico, Bowie trouxe músicos das comunidades funk e soul, incluindo Luther Vandross (em início de carreira) e Andy Newmark, baterista de Sly and the Family Stone. Foi também o primeiro álbum de Bowie com Carlos Alomar, levando a uma relação de trabalho de 30 anos. Carlos, que não ouvira falar de Bowie antes de ser chamado para participar do álbum, lembra que Bowie era "o homem mais branco que eu já havia visto - branco translúcido" quando eles se conheceram. Carlos disse de como o álbum foi montado:
David sempre faz a música primeiro. Ele vai ouvir por um momento e então, se ele tem uma pequena ideia, a gravação para, ele escreve algo e continuamos. Mas mais tarde, quando a música está pronta, ele vai para casa e no dia seguinte as letras estão escritas. Eu terminava as gravações e era mandado para casa e nunca ouvia palavras e overdubs até o lançamento do disco.
A canção "Young Americans", que Bowie disse ser sobre "os problemas de dois recém-casados", levou dois dias para ser gravada.
As sessões no Sigma Sound ocorreram pelo mês de novembro de 1974. A gravação atraíra a atenção de fãs locais que começaram a esperar fora do estúdio enquanto aconteciam as sessões. Bowie construiu um relacionamento com esses fãs, que ele chamou de "Sigma Kids" [Os Jovens do Sigma]. No dia final das gravações, os Sigma Kids foram convidados a entrar no estúdio para ouvir versões inacabadas das novas canções.
"Across the Universe" e "Fame" foram gravadas no Electric Lady Studios com John Lennon em janeiro de 1975. Elas substituíram "Who Can I be Now" e "It's Gonna Be Me", faixas previamente gravadas e lançadas como como faixas-bônus em reedições posteriores do álbum. O riff de guitarra criado por Alomar para "Fame" foi baseado na canção "Foot Stopin", da banda de doo-wop The Flairs.
Bowie pensou em vários títulos diferentes para o álbum, incluindo "Somebody Up There Likes Me", "One Damned Song", "The Gouster" e "Fascination".

## Capa
Para a arte de capa do álbum, Bowie inicialmente queria comissionar Norman Rockwell para fazer uma pintura, mas voltou atrás com a oferta quando soube que Rockwell precisaria de no mínimo seis meses para fazer o trabalho. A foto da capa do álbum foi afinal tirada em Los Angeles, em 30 de agosto de 1974, por Eric Stephen Jacobs. A inspiração de Bowie para o álbum provavelmente veio de uma copia da revista After Dark que continha uma foto tirada por Jacobs de Toni Basil, na época coreógrafa de Bowie.

## Faixas
Todas as músicas foram escritas pelo próprio David Bowie, exceto onde indicado:

### Lançamento original em LP

#### Lado A
1. "Young Americans" – 5:10
2. "Win" – 4:44
3. "Fascination" (Bowie, Luther Vandross) – 5:43
4. "Right" – 4:13

#### Lado B
1. "Somebody Up There Likes Me" – 6:30
2. "Across the Universe" (John Lennon, Paul McCartney) – 4:30
3. "Can You Hear Me?" – 5:04
4. "Fame" (Bowie, Lennon, Carlos Alomar) – 4:12

### Lançamentos em CD
Esse álbum foi relançado em CD quatro vezes, sendo a primeira pela RCA em 1984, a segunda em 1991 pela Rykodisc (contendo três faixa-bônus) em CD prateado e depois como CD de ouro AU20 , a terceira foi em 1999 pela EMI (contendo som remasterizado em 24-bits e sem faixas-bônus). O quarto lançamento foi acompanhado por um DVD e foi lançado em 19 de Março 2007, com uma definição de som maior e mixado com áudio surround 5.1, acompanhado as faixas "Who Can I Be Now?" e "John, I’m Only Dancing (Again)" do lançamento de 1991 da Rykodisc, uma versão alternativa da faixa-bônus "It's Gonna Be Me" daquele lançamento e vídeos do programa televisivo de Dick Cavett. Ambas as versões da Rykodisc e da EMI com surround 5.1 substituíram as faixas "Win", "Fascination" e "Right" com mixagens alternativas de 1974.

#### Faixas-Bônus(1991 Rykodisc/EMI)
1. "Who Can I Be Now?" – 4:35
2. "It's Gonna Be Me" – 6:29
3. "John, I'm Only Dancing (Again)" – 6:58

#### Faixas-Bônus Collector's Edition (2007 EMI/Virgin)
1. "John, I’m Only Dancing (Again)"
2. "Who Can I Be Now?"
3. "It's Gonna Be Me" (Versão alternativa)
4. "1984" (Ao vivo no The Dick Cavett Show, somente no DVD)
5. "Young Americans" (Ao vivo no The Dick Cavett Show, somente no DVD)
6. "Dick Cavett entrevista David Bowie" (somente no DVD)

## Equipe

### Músicos
- David Bowie – Vocais, guitarra, piano
- Carlos Alomar – Guitarra
- Mike Garson – Piano
- David Sanborn – Saxofone
- Willie Weeks – Baixo exceto em "Across the Universe" e "Fame"
- Andy Newmark – Bateria exceto em "Across the Universe" e "Fame"

### Músicos Adicionais
- Larry Washington – Conga
- Pablo Rosario – Percussão
- Ava Cherry, Robin Clark, Luther Vandross – Vocal de apoio
- John Lennon – Vocais e guitarra em "Across the Universe" e "Fame"
- Earl Slick – Guitarra em "Across the Universe" e "Fame"
- Emir Kassan – Baixo em "Across the Universe" e "Fame"
- Dennis Davis – Bateria em "Across the Universe" e "Fame"
- Ralph MacDonald – Percussão em "Across the Universe" e "Fame"
- Pablo Rosario – Percussão em "Across the Universe" e "Fame"
- Jean Fineberg – Vocal de apoio em "Across the Universe" e "Fame"
- Jean Millington – Vocal de apoio em "Across the Universe" e "Fame"

## Paradas de Sucessos
Álbum
| Ano  | Parada                              | Posição |
| ---- | ----------------------------------- | ------- |
| 1975 | UK Albums Chart                     | 2       |
| 1975 | Billboard Pop Albums                | 9       |
| 1975 | Parada de álbuns da Noruega         | 13      |
| 1975 | Australian Kent Report Albums Chart | 9       |

Single
| Ano  | Single            | Parada                       | Posição |
| ---- | ----------------- | ---------------------------- | ------- |
| 1975 | "Fame"            | Billboard Black Singles      | 21      |
| 1975 | "Fame"            | Billboard Club Play Singles  | 2       |
| 1975 | "Fame"            | Billboard Pop Singles        | 1       |
| 1975 | "Fame"            | UK single chart              | 17      |
| 1975 | "Fame"            | Parada de singles da Noruega | 9       |
| 1975 | "Young Americans" | UK single chart              | 18      |
| 1975 | "Young Americans" | Billboard Pop Singles        | 28      |

## Certificações
| Organização | Nível | Data               |
| ----------- | ----- | ------------------ |
| RIAA – USA  | Ouro  | 2 de Julho de 1975 |